# Casa dolce casa (film 1940)
Casa dolce casa (Puss Gets the Boot) è un film del 1940 diretto da William Hanna e Joseph Barbera. È il primo cortometraggio d'animazione della serie Tom & Jerry, prodotto e distribuito dalla Metro-Goldwyn-Mayer e uscito negli Stati Uniti il 10 febbraio 1940. Dopo la distribuzione, il produttore Fred Quimby chiese a Hanna e Barbera di perseguire altri temi, credendo che i cartoni animati su gatto e topo fossero vecchi e noiosi. Tuttavia, dopo il successo del corto, Quimby cambiò idea e commissionò ulteriori episodi: la MGM ne distribuirà 161 in totale tra il 1940 e il 1967. Con più di nove minuti di durata, Casa dolce casa è il cortometraggio più lungo della serie.
Nei titoli di testa del corto viene accreditato solo Rudolf Ising (amico di Hanna e Barbera), che in realtà lo visionò soltanto e ne consentì la distribuzione. Nell'edizione originale, Tom viene chiamato Jasper mentre Jerry non viene nominato. Fu solo nel secondo episodio, Lo spuntino di mezzanotte, che i personaggi furono chiamati esplicitamente Tom e Jerry. Casa dolce casa fu candidato per l'Oscar al miglior cortometraggio d'animazione ai premi Oscar 1941, perdendo a favore di La via lattea (The Milky Way), sempre della MGM.
In cover, menu e sottotitoli dei DVD italiani il film è erroneamente intitolato Il diavolo custode, nonostante all'inizio del corto venga letto il titolo Un gatto messo alla porta. Il diavolo custode è in realtà un altro cortometraggio della serie, che in seguito fu ridoppiato e intitolato Gli insopportabili gatti.

## Trama
Un tronfio gatto grigio di nome Tom (Jasper nell'edizione originale) si diverte a tormentare un piccolo topo di nome Jerry. Spesso i risultati del comportamento di Tom sono i danni a qualsiasi elemento della casa che si trovi sul suo cammino. Alla fine la sua proprietaria, Mammy Due Scarpe, lo avverte che sarà buttato fuori di casa se distruggerà un altro oggetto. Accorgendosi di questo, Jerry decide di far sfrattare il suo avversario lanciando volutamente in aria bicchieri da cocktail e piatti, con Tom che cerca disperatamente di fermarlo ogni volta. Alla fine, dopo che Jerry ha dato un calcio a Tom facendo cadere a terra e rompendo tutti gli oggetti che il gatto reggeva, un'infuriata Mammy lancia Tom fuori di casa. Jerry si gode la scena prima di rimettere dov'era il suo cartello di "casa dolce casa" (che Tom aveva usato per ingannarlo), e ritorna nella sua tana.

## Distribuzione

### Edizione italiana
Il corto fu distribuito nei cinema italiani il 3 novembre 1972 nel programma L'allegra brigata di Tom e Jerry. Nel 2004 fu ridoppiato per la distribuzione in DVD, eliminando qualsiasi riferimento al nome Jasper.